# 黒沢ひろみ
黒沢 ひろみ（くろさわ ひろみ 1966年11月12日 -  ）は、日本の元歌手、元タレント。本名は黒沢 裕美（読み方同じ）。センチュリー・プロモーション所属。秋田県鹿角市生まれ、埼玉県所沢市育ち。

## 来歴
中学3年生の時に弓道の試合のために明治神宮へ行ったその帰りに原宿でローラー族を見て感激したということで、いつしかそのローラー族に交じって活動するようになり、いつもカメラマンが群がる存在になったという。そこでセンチュリー・プロモーションのスタッフにスカウトされ、1984年2月25日、井上陽水が田所純一郎名義で書き下ろした楽曲シングル『不思議あげます』でデビュー。同年テレビ朝日系列の深夜番組『チャーム・ミントタイム』にレギュラー出演していた。その後セクシー路線に転向し、山前五十洋総合監督の成人指定映画『LEMY レミ』への出演や、雑誌等でグラビアを披露していた。

## プロフィール
（）
- 血液型 AB型
- 身長 156cm
- バスト 78cm
- ウエスト 57cm
- ヒップ 82cm
- 体重 42kg

## ディスコグラフィー

### シングル
| 枚                   | 発売日               | タイトル                                                                               | c/w                                                                                  | 規格品番             |
| ポリドール・レコード | ポリドール・レコード | ポリドール・レコード                                                                   | ポリドール・レコード                                                                 | ポリドール・レコード |
| -------------------- | -------------------- | -------------------------------------------------------------------------------------- | ------------------------------------------------------------------------------------ | -------------------- |
| 1st                  | 1984年2月25日        | 不思議あげます 作詞：森雪之丞 作曲：田所純一郎 編曲：白井良明                          | …好きなんだもん 作詞：森雪之丞 作曲：田所純一郎 編曲：白井良明                       | 7DX-1281             |
| 2nd                  | 1984年5月10日        | 秘密 し・た・い・ナ 作詞：森雪之丞 作曲：林哲司 編曲：林哲司                           | 避暑地のラプソディー 作詞：森雪之丞 作曲：林哲司 編曲：林哲司                        | 7DX-1304             |
| 3rd                  | 1984年11月25日       | …されてI愁 作詞：森雪之丞 作曲：松尾清憲 編曲：若草恵                                  | 一口浪漫 作詞：森雪之丞 作曲：松尾清憲 編曲：若草恵                                  | 7DX-1347             |
| 4th                  | 1985年5月1日         | 夏の蜃気楼 作詞：森雪之丞 作曲：松尾清憲 編曲：若草恵                                  | 太陽の雫 作詞：森雪之丞 作曲：松尾清憲 編曲：若草恵                                  | 7DX-1366             |
| 5th                  | 1985年7月1日         | 素肌の囁き 作詞：森雪之丞 作曲：小杉保夫 編曲：若草恵                                  | 恋の代打 作詞：森雪之丞 作曲：松尾清憲 編曲：若草恵                                  | 7DX-1375             |
| 6th                  | 1985年10月25日       | 危険な告白 作詞：森雪之丞 作曲：大野克夫 編曲：若草恵                                  | 流星の季節 作詞：森雪之丞 作曲：大野克夫 編曲：若草恵                                | 7DX-1395             |
| 7th                  | 1986年7月25日        | ヴィーナス 作詞：Robbie Leeuwen 日本語詞：今野雄二 作曲：Robbie Leeuwen 編曲：鷺巣詩郎 | ボーナス 作詞：Robbie Leeuwen 日本語詞：今野雄二 作曲：Robbie Leeuwen 編曲：鷺巣詩郎 | 7DX-1447             |

### アルバム

#### オリジナル・アルバム
| 枚                   | 発売日               | タイトル             | 規格品番             |
| ポリドール・レコード | ポリドール・レコード | ポリドール・レコード | ポリドール・レコード |
| -------------------- | -------------------- | -------------------- | -------------------- |
| 1st                  | 1984年11月25日       | ピンナップ・ドリーム | 20MX-1198            |

### タイアップ
| 曲名                | タイアップ                     | 収録作品                        |
| ------------------- | ------------------------------ | ------------------------------- |
| 秘密 し・た・い・ナ | 味の素《PINA》イメージ・ソング | シングル「秘密 し・た・い・ナ」 |

## 映像作品

### イメージビデオ
- 熱い夜（JVD）
- 小さな冒険（大陸書房）
- 抱きしめて（大陸書房）
- 闇の中の夢想（パワースポーツビデオ）
- 黒沢ひろみin沖縄（アイドルクック）
- TOP SEE-CRET（オリーブ）
- 常夏惑星 1（サザンクロス）
- 常夏惑星 2（サザンクロス）
- 水着を脱ぎすてINハワイ（笠倉出版社）
- 熱い夜（ケイブンシャ）
- キューティフル ジューシー（アップル）
- 瞳の中のアクトレス（新東宝）

## 写真集
- ペパーミント・ラブ（黒田出版興文社）1986年6月10日
- フレッシュスコラ8（講談社・スコラ）1988年3月5日
- ひろみ（近代映画社）1988年8月10日
- 別冊スコラ10 NEUROMANCER（スコラ）1989年4月15日
- 25SCANDAL 会田我路・写真集 葉山レイコ 村上麗奈 小林ひとみ 速水典子 森村あすか 黒沢ひろみ ほか 全25名（1992年8月20日、ぶんか社）撮影:会田我路 ISBN 9784821120017
- 女優 act④（ぶんか社）1999年7月20日

## 出演

### テレビ
- チャーム・ミントタイム
- ハーフポテトな俺たち（1985年、NTV）- 紀子 役
- 天使のアッパーカット（1986年、TBS）
- 木曜ドラマストリート（CX）- 紀子 役
  - 「桃尻娘」（1986年）- 牧村久美 役
  - 「女教師「伊豆の踊り子」殺人事件」（1986年）

### CM・広告
- 味の素『ソイミルクソーダ PINA』（スパークリング豆乳。1984年）
- 資生堂『リップアミュレット』
- リコー『XR-P』（カメラカタログ。1984年）

### 映画
- LEMI レミ（1988年・新東宝）

## 雑誌
- ヤングマシン（1990年頃にコラム「黒沢ひろみのはまっちまったぜい」を連載していた）